# Озон (Верхние Пиренеи)
Озо́н (фр. Ozon, окс. Audon) — коммуна во Франции, находится в регионе Юг — Пиренеи. Департамент — Верхние Пиренеи. Входит в состав кантона Турне. Округ коммуны — Тарб.
Код INSEE коммуны — 65353.

## География
Коммуна расположена приблизительно в 660 км к югу от Парижа, в 110 км юго-западнее Тулузы, в 17 км к юго-востоку от Тарба.
По территории коммуны протекает река Аррос.

## Климат
Климат умеренно-океанический с солнечной тёплой погодой и обильными осадками на протяжении практически всего года.

## Население
Население коммуны на 2010 год составляло 285 человек.
| 1962 | 1968 | 1975 | 1982 | 1990 | 1999 | 2010 |
| ---- | ---- | ---- | ---- | ---- | ---- | ---- |
| 443  | 429  | 379  | 353  | 327  | 288  | 285  |

## Администрация
| Период | Период | Фамилия         | Партия | Примечания |
| ------ | ------ | --------------- | ------ | ---------- |
| 2001   | 2020   | Жиль Лемаскерье |        |            |

## Экономика
В 2010 году среди 169 человек трудоспособного возраста (15-64 лет) 122 были экономически активными, 47 — неактивными (показатель активности — 72,2 %, в 1999 году было 73,5 %). Из 122 активных жителей работали 115 человек (55 мужчин и 60 женщин), безработных было 7 (2 мужчин и 5 женщин). Среди 47 неактивных 20 человек были учениками или студентами, 18 — пенсионерами, 9 были неактивными по другим причинам.

## Фотогалерея

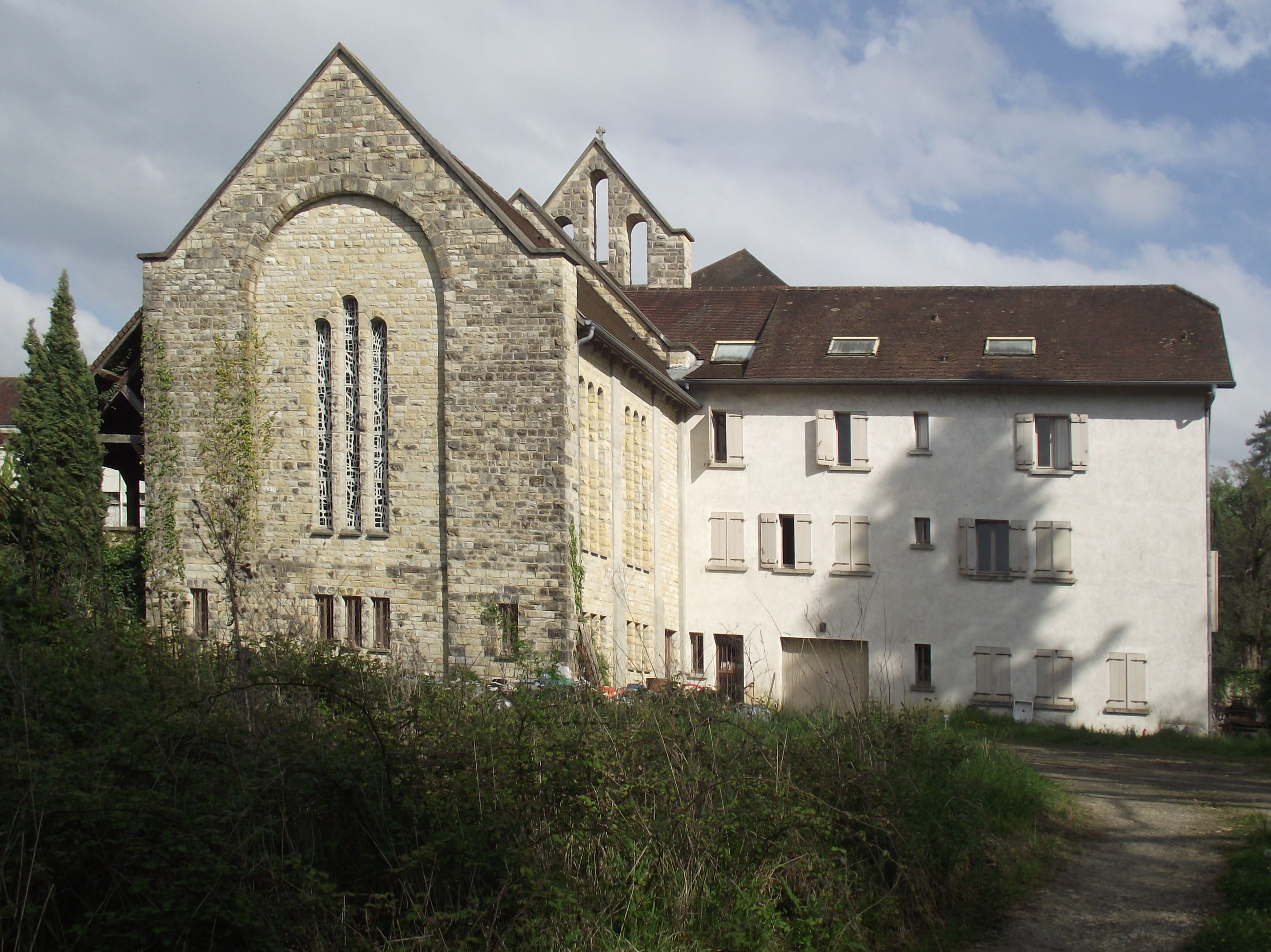
Бенедиктинское аббатство Непорочного зачатия Девы Марии
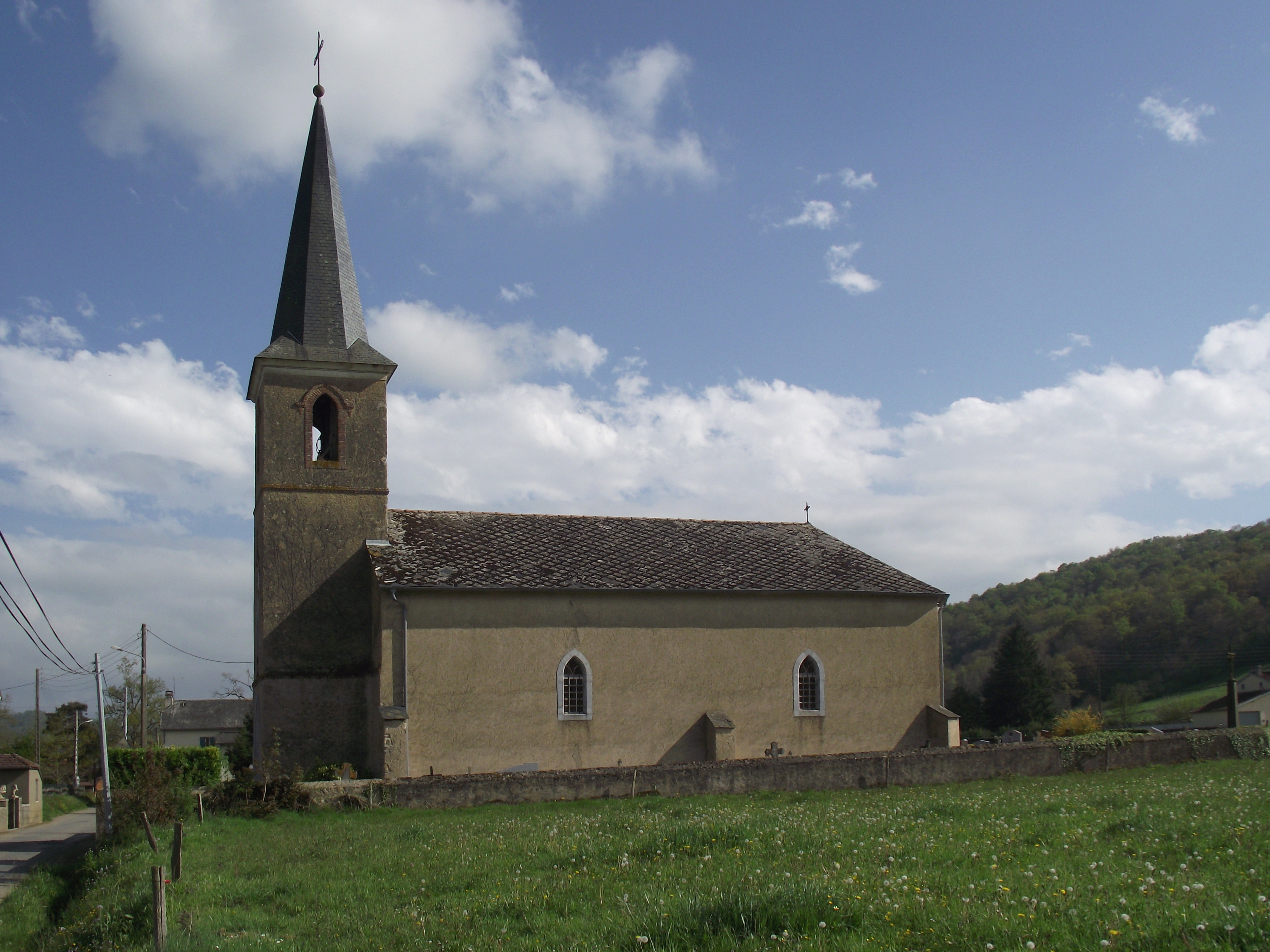
Церковь
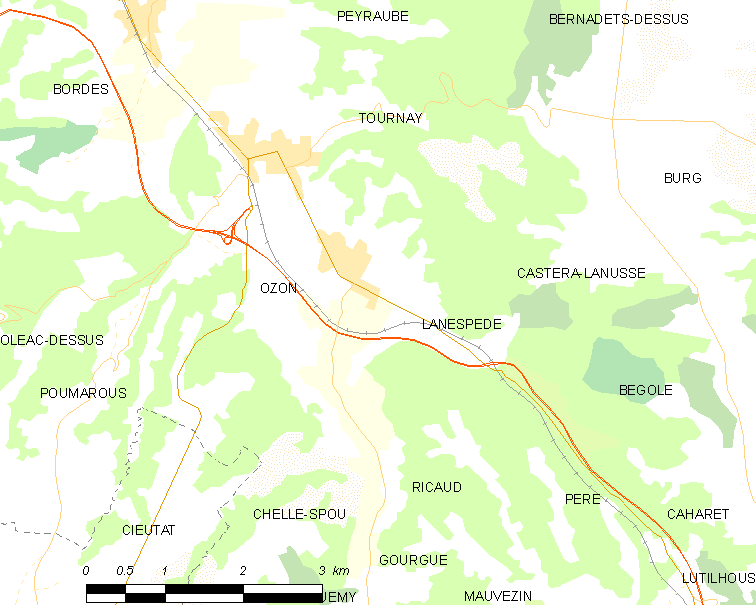
Карта коммуны